# 2018 في التشيك
فيما يلي قوائم الأحداث التي وقعت خلال عام 2018 في التشيك.

## سياسة

### انتهاء فترة المنصب
- 27 يونيو – مارتن ستوبنيك Deputy Prime Minister of the Czech Republic ‏.

## رياضة
- 1 يناير – بطولة أوروبا للدراجات 2018
- 1 يناير – جائزة التشيك الكبرى للدراجات النارية 2018

## وفيات

### أبريل
- 7 أبريل – بيتر غرونبيرغ (مواليد 1939) فيزيائي ألماني.
- 13 أبريل – ميلوش فورمان (مواليد 1932) مخرج وممثل وسيناريست وأستاذ جامعي أمريكي تشيكي.

### يونيو
- 2 يونيو – إميل وولف (مواليد 1922) فيزيائي أمريكي.

### أغسطس
- 2 أغسطس – هارالد هاوبتمان (مواليد 1936) عالم آثار ألماني وأستاذ في التاريخ القديم.

### أكتوبر
- 31 أكتوبر – تاديوز كراوس (مواليد 1932) لاعب كرة قدم تشيكي.